# Liste der Fließgewässer im Flusssystem Brehmbach

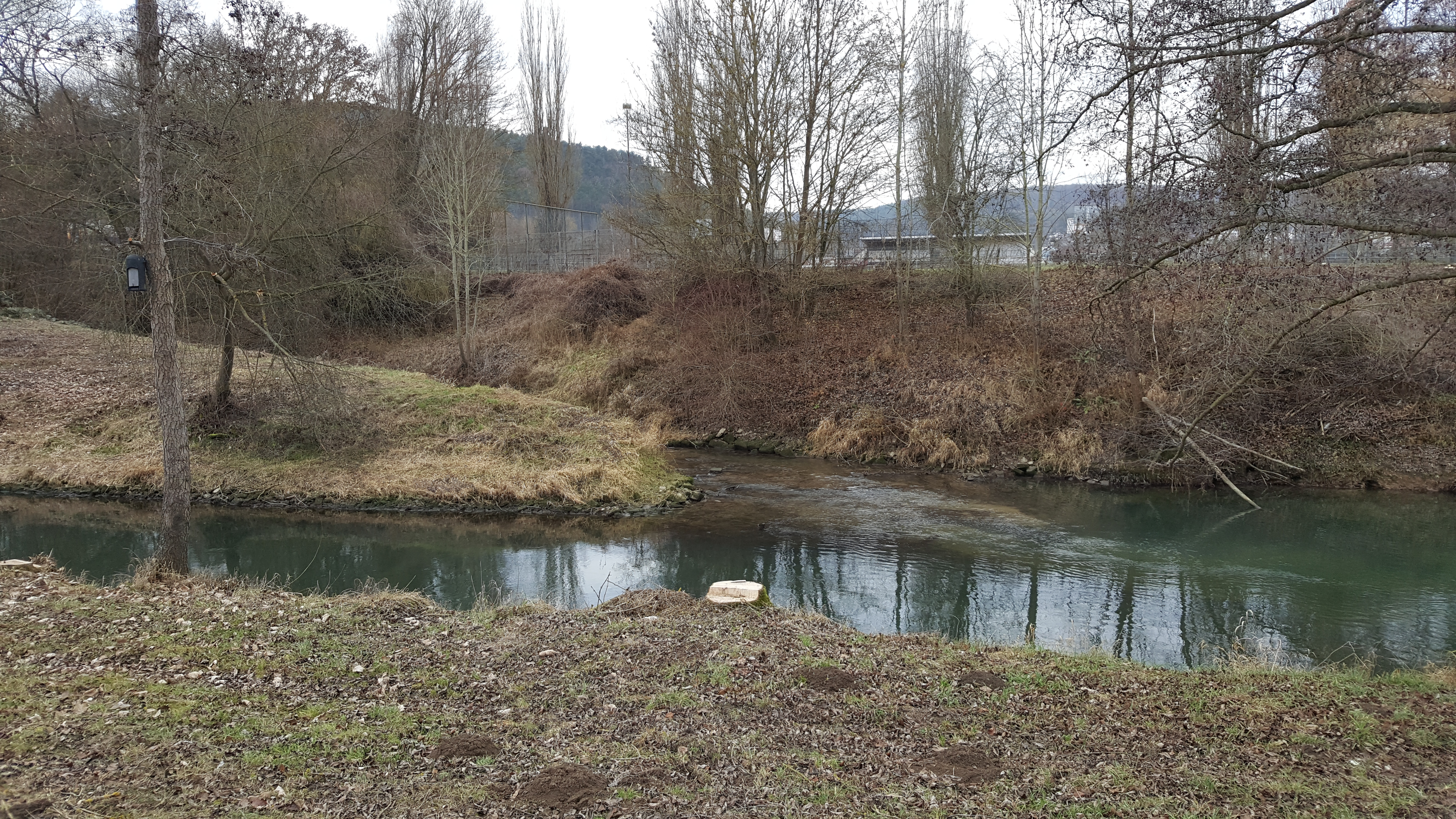
Mündung des Brehmbachs von links in die untere Tauber

Die Liste der Fließgewässer im Flusssystem Brehmbach umfasst alle direkten und indirekten Zuflüsse des Brehmbachs, soweit sie namentlich in der Gewässernetzkarte des LUBW aufgeführt sind. Namenlose Zuläufe und Abzweigungen werden nicht berücksichtigt. Wenn nach dem Zusammenfluss zweier Gewässerabschnitte sich der Gewässername ändert, werden die beiden Zuflüsse als Quellzuflüsse separat angeführt, ansonsten erscheint der Teilbereichsname in Klammern. Die Längenangaben werden auf eine Nachkommastelle gerundet. Die Fließgewässer werden jeweils flussabwärts aufgeführt. Die orografische Richtungsangabe bezieht sich auf das direkt übergeordnete Gewässer. 

## Brehmbach
Der Brehmbach ist ein 18,3 Kilometer langer linker Zufluss der Tauber im baden-württembergischen Main-Tauber-Kreis.

## Zuflüsse
Direkte und indirekte Zuflüsse des Brehmbaches
- Kessel (links)
- (Bach aus dem Ostertal) (rechts)
- See (rechts)
- (Bach vom Dettelberg) (links)
- (Bach aus dem Neugereut) (rechts)
- (Bach aus der Reißklinge) (rechts)
- Gelbrunn (rechts)
- Dörre Wieslein (links); siehe auch das Naturschutzgebiet Dörre Wieslein
- (Bach aus dem Spachenloch) (links)
- Birkenfelder Graben (links) bei Hof Birkenfeld

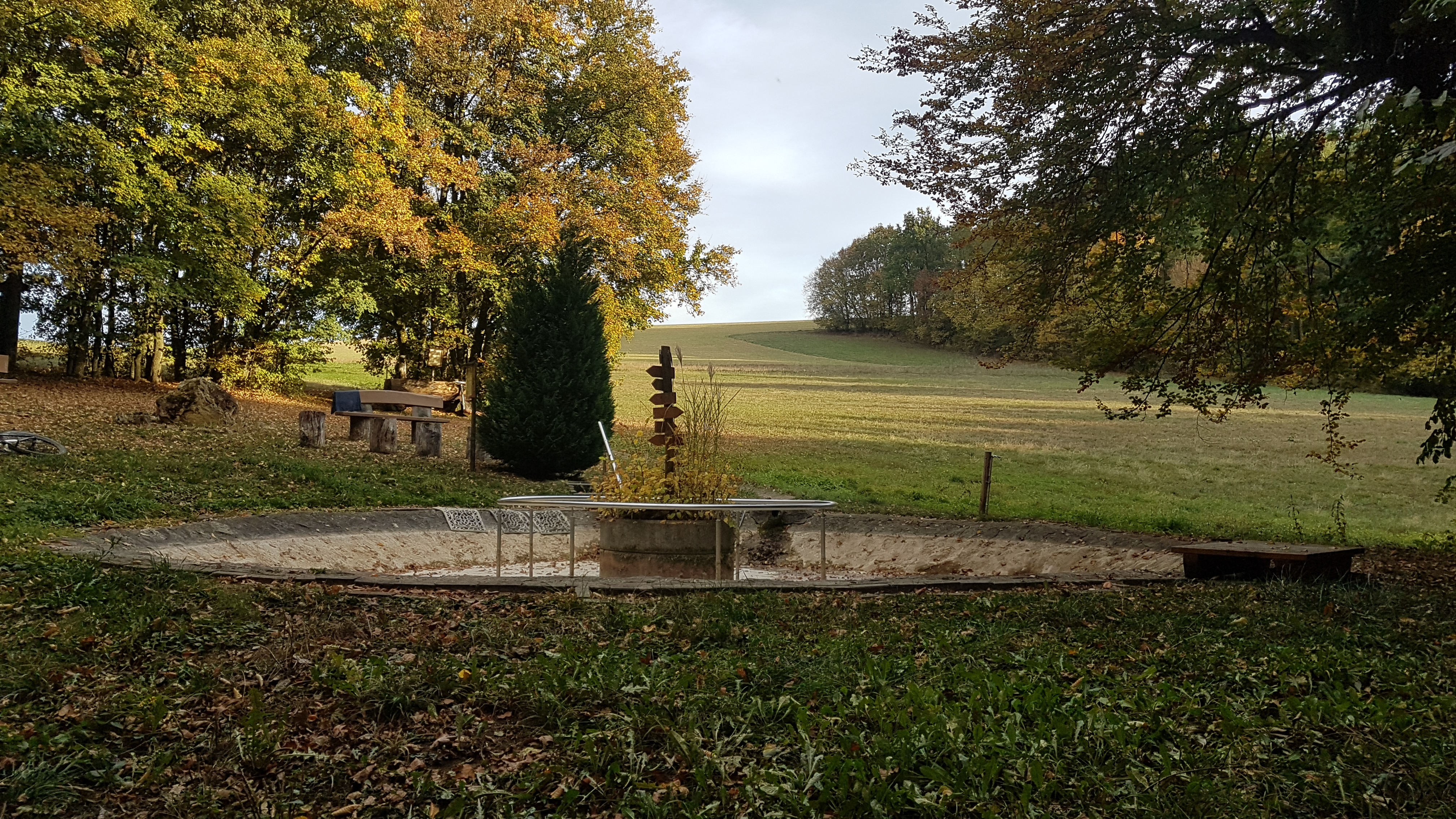
Kneipp-Anlage Gissigheim westlich des Siedlungsplatzes Ried im Gewann Rossbrunn

- Graben beim Rossbrunn (rechts); der auch die Gissigheimer Kneipp-Anlage mit Wasser speist
- Pülfringer Graben (links) bei Pülfringen
  - Wiesentalgraben (rechter Oberlauf)
  - Hoffelder Graben (linker Oberlauf), bei Hoffeld
  - Hartheimer Klinge (rechts)
- Willentalgraben (links)
- Adelsgraben (rechts)
  - Hofgraben (rechts) der bei Hof Esselbrunn entspringt und kurzem Verlauf noch die Badholz-Siedlung passiert
- (Bach aus dem Gießtal) (links)
- Haigerbach (links)

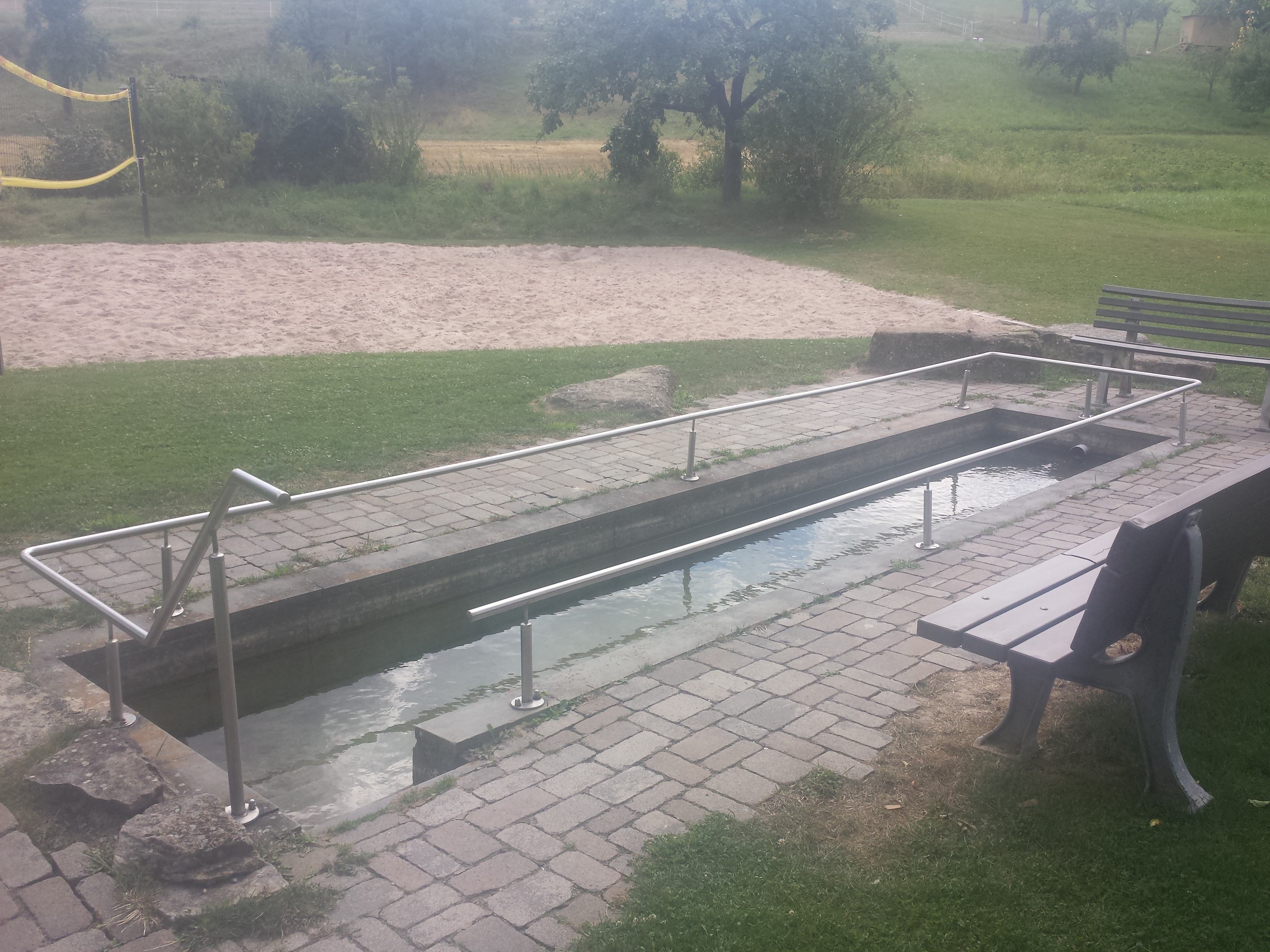
Kneipp-Anlage Dienstadt am Beginn des Rinderbachs

- Rinderbach (links) aus dem Tal bei Dienstadt; der auch die Dienstadter Kneipp-Anlage und den Dienstadter See mit Wasser speist
- Muckbach (rechts), 6,7 km, mündet am Bahnhof Dittwar
  - Pühlferstalbach (links)
  - Bach aus dem Zieglersgrund, (rechts), ca. 0,8[1] und ca. 1,0 km²

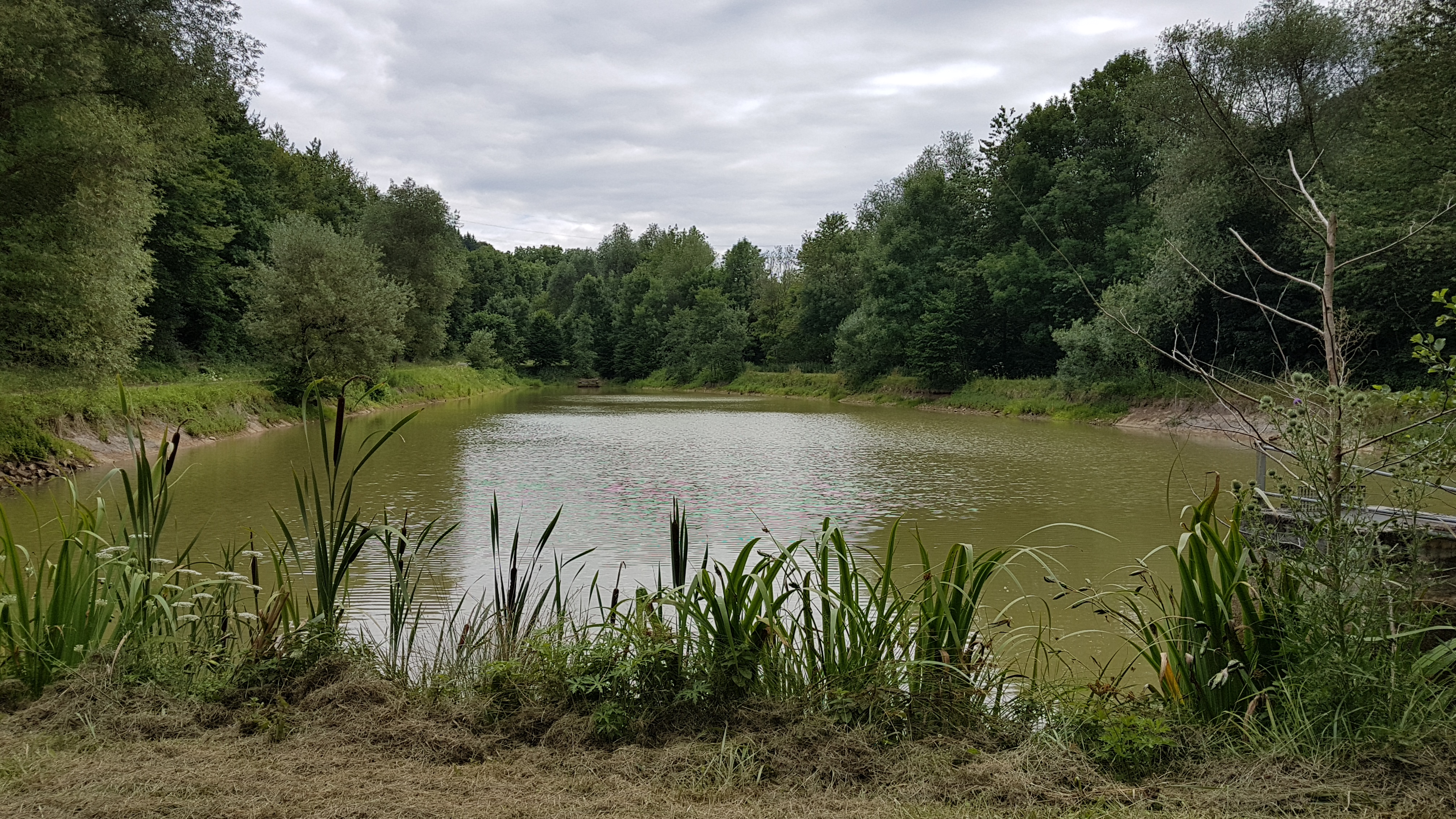
Der Dittwarer See

  - Talgraben (links)
    - Ehrenbrunngraben (links)

- -  Passiert den Dittwarer See (rechts gelegen) am Lauf vor den ersten Häusern von Dittwar
  - Steigegraben (rechts)
  - Weiherbach (links), 0,2 km und unter 0,1 km². Abfluss des Dittwarer Weihers nahe der Heckfelder Straße am Ostrand von Dittwar
  - Ölbach
    - Reißberggraben[2] (links), 3,2 km und ca. 2,6 km²
      - Straßengraben (links)

    - Eisgrundgraben (rechts)

  - Bach aus der Lerchenklinge (rechts), nach dem letzten Haus von Dittwar
  - Jägergraben (rechts)

## Flusssystem Tauber
- Fließgewässer im Flusssystem Tauber